# Rogério Lins
Rogério Lins Wanderley (Osasco, 24 de agosto de 1978), mais conhecido como Rogério Lins é um comerciante e político brasileiro filiado ao Podemos. Foi prefeito de Osasco por dois mandatos, cargo ao qual foi eleito em 2016 e reeleito em 2020. É o atual Secretário Municipal de Esportes e Lazer de São Paulo.

## Trajetória Política
Em 2004, foi diretor de Recreação e Lazer na Secretaria de Esportes. Em 2008, candidatou-se e foi eleito vereador da cidade de Osasco, sendo reeleito novamente em 2012. Também foi Secretário da Indústria e Comércio. Em 2014, tentou uma candidatura a deputado federal de São Paulo, mas não foi eleito, tornando-se suplente do PTN. 
Lins foi eleito prefeito de Osasco no segundo turno de 2016, alcançando 61,21 por cento dos votos válidos, mais de 100 mil de votos a mais que Jorge Lapas (PDT), que acabou na segunda colocação com 38,79%. Semanas antes de sua posse como prefeito em 2017, foi preso e depois liberado com fiança por crime de improbidade administrativa.

### Pós Prefeitura
No dia 27 de dezembro de 2024, o prefeito reeleito de São Paulo, Ricardo Nunes (MDB), anunciou Rogério como novo Secretário Municipal de Esportes e Lazer.

## Operação Caça-Fantasmas

### Prisão
No final de 2016, antes de sua posse, o Ministério Público, através do promotor Gustavo Albano,  acusou Rogério Lins junto com treze vereadores, de contratar funcionários fantasmas em seu mandato como vereador em Osasco. De acordo com o Ministério Público de São Paulo, a estimativa é que o esquema de contratação de funcionários fantasmas tenha desviado cerca de R$ 21 milhões dos cofres públicos.
Segundo o promotor, os vereadores contratavam apadrinhados, que não trabalhavam, mas recebiam como funcionários. Em troca, os parlamentares ficavam com parte dos salários dos funcionários fantasmas, constituindo um crime de improbidade administrativa. A operação foi deflagrada em agosto de 2015 com o objetivo de desestruturar o esquema de captação de dinheiro de parte do salário dos assessores dos vereadores.
Lins se entregou à polícia no dia do Natal, após três semanas foragido em uma viagem à Miami, nos Estados Unidos. Ficou três dias sob prisão preventiva na Penitenciária Doutor José Augusto César Salgado.

### Pedido de liberdade
Após a Justiça conceder um pedido de liberdade para sua prisão preventiva, ele foi solto da Penitenciária Doutor José Augusto César Salgado, em 30 de dezembro de 2016, menos de 48 horas antes da sua posse como prefeito, após uma decisão liminar da justiça, sob fiança de R$ 300 mil. Os treze vereadores que também foram presos na operação Caça-Fantasmas, foram beneficiados com a decisão.
Um desembargador considerou que não havia necessidade de manter a prisão preventiva e determinou o pagamento de fiança. Além disso, foram entregues os passaportes e ficam proibidas, inclusive, viagens para países do Mercosul, para onde não é exigido passaporte.
Ao decidir pela soltura, o desembargador informou que o Superior Tribunal de Justiça havia determinado a remessa dos autos da ação penal para o Tribunal de Justiça de São Paulo. A expectativa era que, caso Rogério Lins conseguisse soltura antes de 1º de janeiro, data da diplomação como prefeito, ele poderia tomar posse no cargo.
Durante o discurso de posse, Lins negou a acusação sobre funcionários fantasmas e que não entende os motivos da sua prisão. “Eu tenho que relatar a minha mais recente experiência, minha equipe foi considerada fantasma, uma equipe que trabalha 10, 12, 15 horas por dia, uma equipe que trabalha aos fins de semana, uma equipe que se dedica há mais de 10 anos ao meu lado. E eu continuo ainda sem entender quais foram as verdadeiras e reais razões que levaram ao meu pedido preventivo de prisão, mas eu continuo acreditando na Justiça do homem, respeitando o Ministério Público e acreditando principalmente na vontade do povo e na Justiça de Deus, essa não falha, não tenho dúvida”.

## Desempenho Eleitoral
| Ano  | Eleição               | Cargo            | Partido                                | Coligação | N°    | Votos  | Votos   | %      | Resultado  | Ref                 |
| ---- | --------------------- | ---------------- | -------------------------------------- | --- | ----- | ------ | ------- | ------ | ---------- | ------------------- |
| 2004 | Municipal de Osasco   | Vereador         | Partido Liberal PL                     | PL - PCdoB | 22100 | 2.378  | 2.378   | 0,62%  | Não Eleito | [ 15 ]              |
| 2008 | Municipal de Osasco   | Vereador         | Partido da República PR                | PR - PRP | 22100 | 6.526  | 6.526   | 1,62%  | Eleito     | [ 15 ]              |
| 2012 | Municipal de Osasco   | Vereador         | Partido Humanista da Solidariedade PHS | Frente Republicana Socialista Solidária (PRB, PHS, PSB, PCdoB)                                                        | 31100 | 10.142 | 10.142  | 2,62%  | Eleito     | [ 15 ]              |
| 2014 | Estadual de São Paulo | Deputado Federal | Partido Trabalhista Nacional PTN       | Projeto Vitória (PSL, PTN, PMN, PTC, PTdoB)                                                                           | 1920  | 53.380 | 53.380  | 0,25%  | Suplente   | [ 15 ]              |
| 2016 | Municipal de Osasco   | Prefeito         | Partido Trabalhista Nacional PTN       | Renova Osasco (PTN, PR , PRP)                                                                                         | 19    | 1°T    | 109.705 | 31,35% | Eleito     | [ 1 ] [ 15 ]        |
| 2016 | Municipal de Osasco   | Prefeito         | Partido Trabalhista Nacional PTN       | Renova Osasco (PTN, PR , PRP)                                                                                         | 19    | 2°T    | 218.779 | 61,21% | Eleito     | [ 1 ] [ 15 ]        |
| 2020 | Municipal de Osasco   | Prefeito         | Podemos PODE                           | Osasco Cada Vez Mais Nossa (PTC, PSB , PSDB , PSD,PCdoB, AVANTE, PP, REDE, PODE, PATRI, PDT, DEM, MDB, PL, Cidadania) | 19    | 1°T    | 204.207 | 61,73% | Eleito     | [ 16 ] [ 2 ] [ 15 ] |